# Parotis incurvata
Parotis incurvata là một loài bướm đêm trong họ Crambidae.